# Palazzo di Cristallo (Madrid)

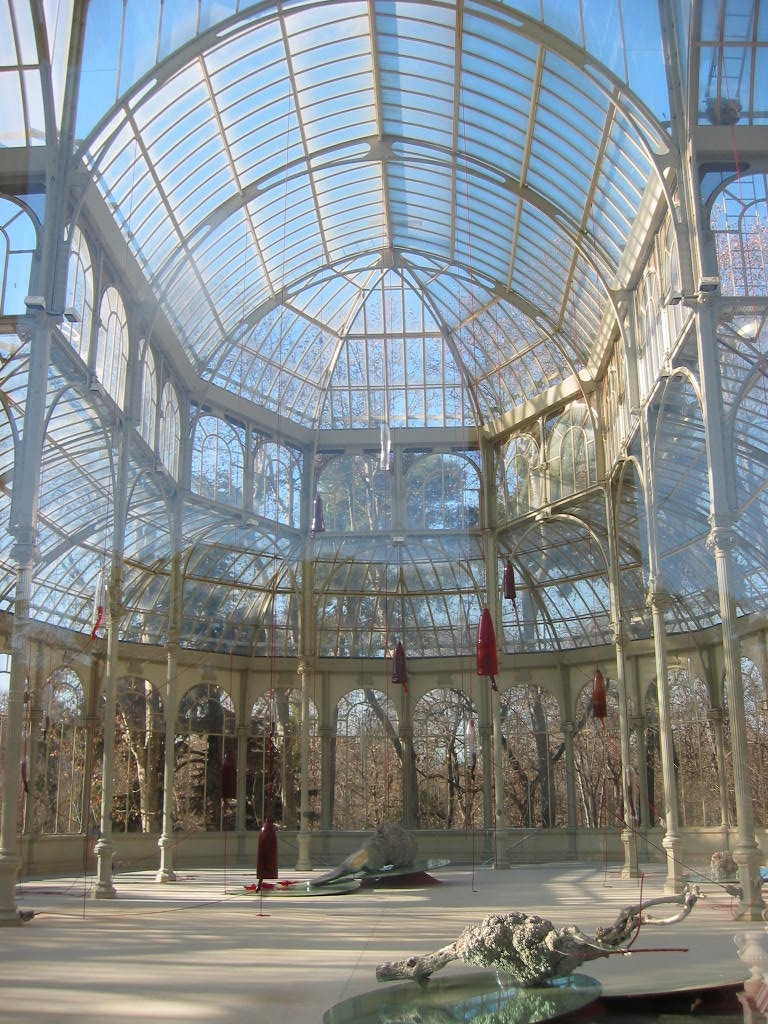
Interno del palazzo

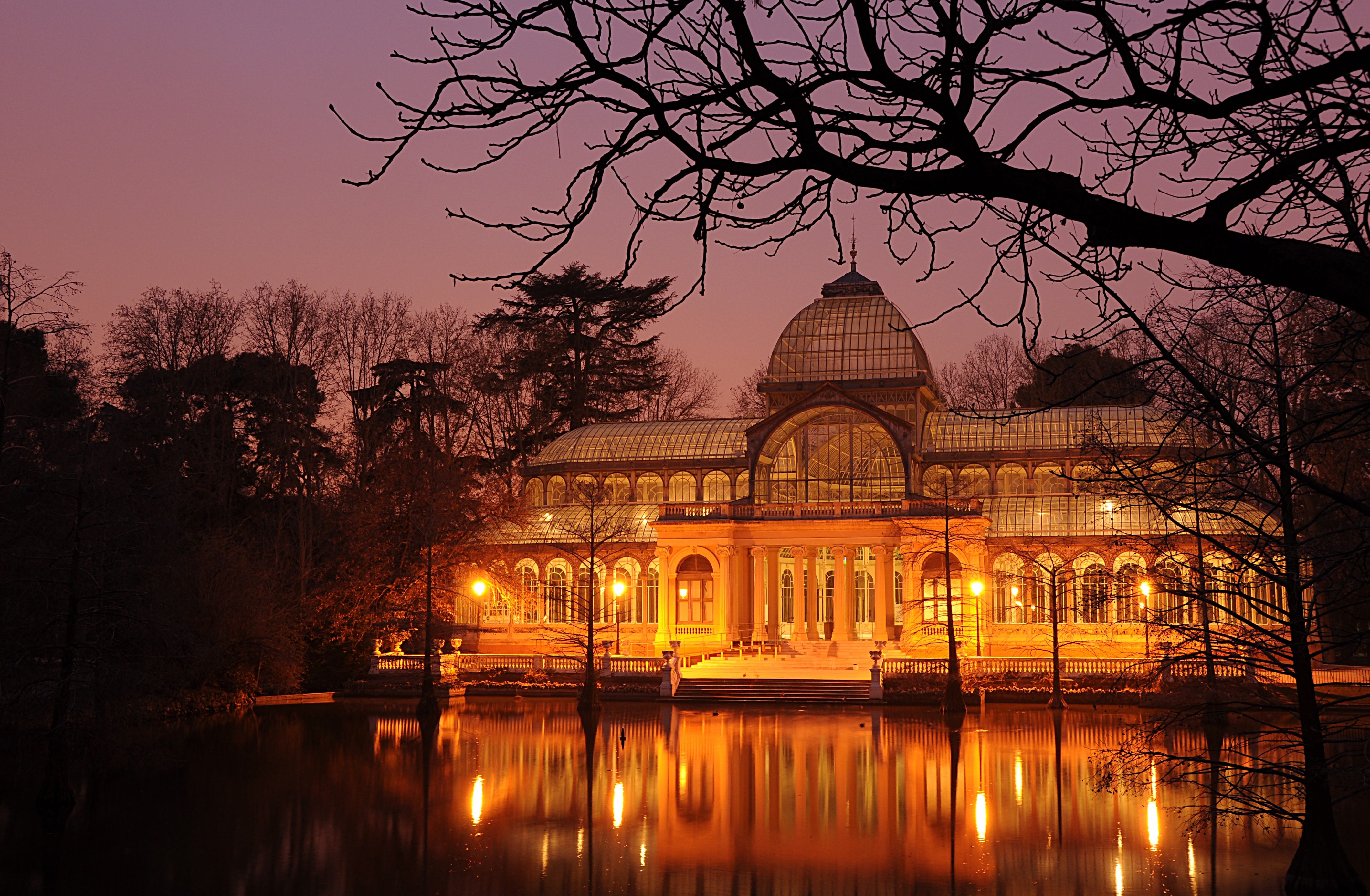
Veduta notturna

Il Palazzo di Cristallo (in spagnolo palacio de Cristal) è una struttura in metallo e cristallo, in stile vittoriano, che si trova nel Parque del Retiro e rappresenta uno dei migliori esempi dell'architettura del ferro a Madrid.
Il palazzo venne costruito nel 1887 in occasione della Esposizione delle isole Filippine tenutasi in quell'anno e ha una struttura in metallo completamente coperta da lastre di vetro. Il palazzo venne realizzato da Ricardo Velázquez Bosco e il progetto si ispirò al Crystal Palace di Joseph Paxton.
L'edificio è circondato da ippocastani mentre nel lago artificiale, che si trova ai piedi del palazzo, si possono osservare alcuni esemplari di cipresso calvo delle paludi, la cui caratteristica principale è il fatto che parte del suo tronco e le sue radici si trovano sotto la superficie dell'acqua.
Nel 1975 il Palazzo di Cristallo è stato oggetto di una ristrutturazione completa che ne ha restituito l'aspetto originario. Attualmente è co-gestito da diversi soggetti e ospita esposizioni di arte contemporanea.